# Mario Hernández Posadas
Mario Hernández Posadas (Xalapa, Veracruz; 9 de octubre de 1929 - Ibídem; 14 de septiembre de 2012). Fue un político mexicano, miembro del Partido Revolucionario Institucional, se desempeñó como diputado federal y senador. 
Mario Hernández Posadas fue hijo de Pablo Hernández, uno de los primeros líderes agraristas y quien fue  nombrado el primer empleado agrario del país el 6 de enero de 1915. Inició sus estudios básicos en Xalapa, y cursó la escuela Secundaria y la Preparatoria de Veracruz; al terminar la Secundaria el entonces gobernador veracruzano Ángel Carvajal Bernal le otorgó una beca y es así como ingresó a la Escuela Superior de Agricultura Hermanos Escobar de Ciudad Juárez, Chihuahua donde terminó su carrera de ingeniero agrónomo.
En su vida profesional se desempeñó como agrónomo regional del Gobierno del Estado de Veracruz, jefe de control sanitario de la Campaña contra la Mosca Prieta de los Cítricos; posteriormente se incorporó a la Comisión Nacional del Café siendo jefe de la Sección de Conservación y Restauración de Suelos; asimismo como director de Agricultura de Gobierno del Estado de Veracruz; coordinador del Departamento de Asuntos Agrarios y Colonización (DAAC) en la Zona Sur del Estado de Veracruz y delegado de la Reforma Agraria en Veracruz.
Asimismo, se desempeñó como líder de la Liga de Comunidades Agrarias del Estado de Veracruz, 
y miembro del Comité Ejecutivo Nacional de la Confederación Nacional Campesina como secretario de Acción Agraria en el comité que preside Víctor Cervera Pacheco, compitió por la Secretaría General de la CNC con Heladio Ramírez López y Héctor Hugo Olivares Ventura.
Mario Hernández Posadas fue elegido diputado federal por el VI Distrito Electoral Federal de Veracruz a la XLVI Legislatura de 1964 a 1967 en la cual fue además coordinador de la diputación de la CNC, por el XII Distrito Electoral Federal de Veracruz a la L Legislatura de 1976 a 1979, subsecretario de Acción Agraria del Comité Ejecutivo Nacional del PRI, dos veces secretario de Acción Agraria y secretario general de la Confederación Nacional Campesina, fue senador de la República por el Estado de Veracruz a las Legislaturas LII y LIII de 1982 a 1988.
Falleció en la ciudad de Xalapa, Veracruz, el 14 de septiembre de 2012 a la edad de 83 años.